# Нейро Дюбель
«Neuro Dubel» (бел. Нейра Дзюбель) — советская и белорусская рок-группа из Минска, основанная 17 июля 1989 года.
Стиль группы — панк-рок, или — «двуязычный рок-н-ролл». Тем не менее группа использует множество стилей. Может быть, именно это многообразие вместе с мощнейшей концертной энергетикой и «нервными», по определению журналистов, текстами, явилось причиной того, что группа завоевала любовь белорусской аудитории.
Как концертный состав коллектив берёт начало в 1991 году, и за этот период группа выпустила более десятка альбомов и сняла множество клипов. Первоначально русскоязычная, с 2003 года группа стала исполнять песни и на белорусском языке.

## Название
Название группы было образовано по аналогии с «Sex Pistols». Вместо пистолета был выбран другой фаллический символ, дюбель — «хорошее и непонятное слово». «Нейро» было выбрано Александром Кулинковичем: в тот период он часто посещал нейрохирургическое отделение.

## История группы

### Первые годы
«Нейро Дюбель» был основан в 1989 году Александром Кулинковичем (ранее известным под псевдонимом Джим Лазарев, а в середине 90-х сменившим его на Александр Куллинкович, с которым работал до конца карьеры) и Геннадием Агейчиком (на тот момент шурином Куллинковича). Днём рождения группы считается 17 июля, когда этот дуэт, в состоянии ужасного похмелья, написал и записал несколько медленных и грустных песен. В течение нескольких последующих лет дуэт работал в основном в домашних условиях, собирая музыкальный материал и создавая свой собственный стиль и звучание. В этом состоянии, используя преимущественно домашнюю аудиотехнику, группа записала несколько альбомов (включая один акустический), что называлось «Некачественные продукты студии „ГангрЭна Продакшн“».
В 1991 году Геннадий Агейчик покинул группу, и вскоре на месте дуэта возник концертный состав: лидер и автор текстов Александр Кулинкович, гитарист и впоследствии бэк-вокалист Юрий Наумов, басист Дмитрий Чиж и барабанщик Андрей Степанюк. Также участие в группе принимала бэк-вокалистка Светлана Сидорович, трагически умершая в 1993 году.

### 1990-е. Первые концерты
Первое появление «Нейро Дюбеля» на сцене состоялось на открытии «Астролябии-шоу» 4 октября 1991 года. Группа была первым гостем из Белоруссии в московском панк-кафе «Отрадное». В 1993 году из группы отчислили басиста (за пьянство), на его место пришёл Стас Поплавский. Тогда же у группы появился клавишник — Макс Ивашин. В конце 1994 года в группу приходит новый гитарист Максим Паровой. Вследствие этих изменений состава группа выходит на почти профессиональный уровень и начинает много и активно концертировать.
«Нейро Дюбель» принимал участие в местных фестивалях: «БУДЬ СПОК» и «Чужая вода» в Могилёве, «В защиту Музыкальных меньшинств», «Рок-Форум», «КГ — Сердитый праздник», «Тяжёлый день» в Минске, в акциях «Беларусь против ядерного оружия» и «Музыканты против наркотиков», церемониях «Рок-Каранацыя» в 1995—96 годах, где группа была награждена специальным призом Ленинградского рок-клуба и группы «ДДТ».

### 1995 год. «Умные вещи»
В 1995 году вместе с новым соло-гитаристом Максимом Паровым был записан первый студийный альбом (двойной) «Умные вещи (The Best)». В этом же году, по приглашению Ядвиги Поплавской и Александра Тихановича, группа приняла участие в первом для себя серьёзном концерте — «Поп-ТВ» во Дворце спорта. Сам Куллинкович говорил об этом концерте:
Это было наше первое выступление во Дворце спорта, тогда это был предел мечтаний не только для нас, но и для любого белорусского музыканта. Огромная сцена, аппаратура, плюс первый нормальный показ по телевидению. Рост „дюбелевский“ я отсчитываю именно с этого концерта, многие тогда увидели, что, по крайней мере, по телевизору мы смотримся. …После этого концерта последовали предложения о выступлениях от людей, которые более-менее чего-то значили в белорусском шоу-бизнесе.

### 1996 год. «Жестокое самоубийство универсальной нарезкой Бернера»
В 1996 году увидел свет альбом «Жестокое самоубийство универсальной нарезкой Бернера», и в течение первых двух месяцев 1997 года эта программа была продана в количестве более 5000 экземпляров практически без промоционной и рекламной кампаний. В 1996—97 годах фирмой «ПАН Рекордз» был реализован кавер-проект «ПесняРок», где ведущие белорусские группы исполняли версии песен знаменитого ансамбля «Песняры». На презентации диска 4 июля 1997 года «Нейро Дюбель» со своей обработкой песни «Вологда» выступал в самом конце, даже после самих «Песняров», таким образом возглавляя и закрывая шоу. На «Рок-каранацыі 1996» группа получила специальный приз «За лучшую интерпретацию эстрадного шлягера» («Здравствуй, чужая милая»).

### 1997 год. Работа с «United Records»
В 1997 году исключительно через Интернет «Нейро Дюбель» принял участие в компиляции канадской фирмы «United Records» — «United We Stand». Песня «Вай-вай» оказалась на диске также почётным последним треком в компании 19 независимых составов из США, Канады, Великобритании и Финляндии. С 1 по 3 мая 1998 года в городе Сосновый Бор под Санкт-Петербургом проходил рок-фестиваль «Балтийский берег '98». «Нейро Дюбелю» достались приз зрительских симпатий с отрывом от ближайшего номинанта в 40 % и «Гран-при Ленинградского рок-клуба».

### 1999 год. Фестиваль «Рок-Каранацыя '98»
В 1999 году на церемонии награждения лучших рок-групп Белоруссии «Рок-Каранацыя '98» «Нейро Дюбель» получил главный приз — «Рок-Корону» (награду вручал Владимир Мулявин), помимо этого группа победила в номинациях: «Лучшая песня года» («Охотник и сайгак»), «Лучший альбом года» («Охотник и сайгак»), «Лучший клип года» («Охотник и сайгак»). На ежегодной церемонии награждения лучших музыкальных клипов «Хрустальная монограмма '99», видеоклип на песню «Самолёты» из альбома «Ворсинки и катышки» победил в трёх номинациях: «Лучший сценарий», «Лучший режиссёр», «Лучший актёр». На «Рок-Каранацыі '99» альбом «Ворсинки и катышки» был назван лучшим альбомом 1999 года.

### 2000 год. Успехи в России
К концу 2000 года было принято решение выдвигать группу на российский рынок. Был записан клип «Вася пьёт», ротировавшийся на MTV; давались концерты в Москве, и главное — в России вышел альбом «Народное достояние», для которого были перезаписаны лучшие песни за всю историю группы. В ноябре состоялась его презентация, и в продаже появилось порядка двух тысяч кассет. Но с Москвой ничего не вышло, а потому кассеты не допечатывались, а CD так и не вышел. После достаточно продолжительной паузы в начале 2002 года был записан альбом «П.И.О.Т.К.У.К.У.К.» («Правдивые истории о том, как у Карлсона угнали комбинезон»). Диск вышел в мае и стал по итогам года одним из самых продаваемых (по некоторым сведениям — самым). 14 декабря того же года компания «West Records» выпустила диск «Пиар во время чумы», представляющий собой сборник лучших песен группы. Он включает в себя не только материал из ставшего раритетом «Народного достояния», но и песни из последней записи «П.И.О.Т.К.У.К.У.К.».

### 2003 год. Угроза распада
В 2003 году для группы наступил переломный момент: басиста исключили из группы (и опять за пьянство), Максим Ивашин уехал сначала учиться, а потом работать в Канаду, создав музыкальный коллектив «Клёндайк», а ведущий гитарист группы Макс Паровой вынужден был уехать в Москву. Таким образом, группа оказалась на грани развала. Однако усилиями лидера группы и его знакомых образовался новый состав.

### 2004—2010 годы. Новые альбомы
Уже в 2004 году вышел первый белорусскоязычный альбом группы — «Tanki», ставший на «Рок-Каранацыі 2004-05» альбомом года. 21 июля 2004 года группа выступила на оппозиционном концерте, и с 2004-го по 2007-й вместе с остальными белорусскими рокерами она неофициально была под запретом. На «Рок-Каранацыі 2007» помимо главной награды — «Рок-короны» — группа победила в номинации «Альбом года» — «Stasi», который попал в десятку самых продаваемых белорусских альбомов 2008 года по итогам продаж в сети магазинов «Мистерия звука».
В ноябре 2007 года на концерте в клубе «Graffiti» записывается первый концертный DVD в истории коллектива. В 2009 году на сайте «Тузін Гітоў» песня «Трываю» из альбома «Stasi» по итогам года заняла 6-е место и вошла в сборник лучших песен «Прэм’ер Тузін 2009». На «Рок-коронации 2009» группа получила специальный приз «За преданность рок-музыке». Песня «Касманаўты» из альбома «Афтары правды» по итогам года заняла 6-е место в хит-параде «Tuzin.fm». По версии интернет-портала «Тузін Гітоў» альбом «Афтары правды» стал лучшим альбомом 2010 года.
В 2007 году Куллинковичу вместе с несколькими другими белорусскими музыкантами предложили встретиться с заместителем главы администрации президента Олегом Пролесковским. Нам было ясно сказано: «Парни, не играйте больше, пожалуйста, на оппозиционных митингах. Мы сказали, что не будем. Причём все, и абсолютно искренне», — заявил Куллинкович. Лидер «Дюбелей» рассказал, что сделал это, несмотря на то, что не любит существующую власть. О чём искренне и сообщил заместителю руководителя президентской администрации. Одновременно Александр Куллинкович сообщил пресс-центру «Хартии’97», что не будет играть на мероприятиях властей. «Наш флаг — бело-красно-белый, а не красно-зелёный. На колени нас не поставили. Но мы встречались летом с Александром Милинкевичем, и он нам абсолютно не помог… Пролесковский — нормальный, адекватный человек», — сказал Куллинкович. Но из радиостанций ставить группу начало только «Авторадио», остальные станции всё равно отказывались.
В сентябре 2010 года на гала-концерте отборочного конкурса белорусского исполнителя на детское «Евровидение» группа выступила на одной сцене с Ксенией Ситник со своей версией песни «Мы вместе», с которой Ксения победила в 2005 году.
По итогам голосования за «Лучшую группу 15-летия» «Рок-коронации» на сайте «Tuzin.fm» «Нейро Дюбель» занял второе место, обойдя «Ляписа Трубецкого».

### 2011—2018. Под запретом
2 марта 2011 года в Интернете появился список деятелей искусства и творческих коллективов, якобы запрещённых к упоминанию в белорусских СМИ, в числе которых оказалась и «Нейро Дюбель». Несмотря на опровержение министра информации Олега Пролесковского, назвавшего список «гнусной фальшивкой», почти сразу у группы начались проблемы с организацией выступлений.
В ноябре 2012 года группа «Neuro Dubel» выложила для свободного скачивания свой новый альбом «Дохуя советчиков».
15 января 2013 года на пресс-конференции Александра Лукашенко прозвучал вопрос лидера «Нейро Дюбеля» Александра Куллинковича: «Почему существуют эти „чёрные списки“ деятелей культуры?» Президент ответил, что ничего о «чёрных списках» не знает и поручил Андрею Кобякову и Александру Радькову доложить о них. Куллинкович отнёсся к подобному заявлению скептически, но 6 мая 2013 года в клубе «Re:Public» состоялся концерт-фестиваль «День Радио», на котором впервые за полуторагодовое существование клуба группа открыто выступила под своим названием. Концерт был организован Еврорадио с целью выяснить, действительно ли ряд групп был вычеркнут из негласного «чёрного списка», и фактически означал снятие с группы негласных запретов.
В феврале 2013 года вышел трибьют группе «Место подписи», который готовился более пяти лет. До этого только три белорусские группы имели свои официальные трибьюты. В трибьюте приняли участие «:B:N:», «BLAGI MAT!!!», «The UNB», Дмитрий Войтюшкевич, «Детидетей», «Лекарство от меланхолии», Михей Носорогов, «Палац», «Тарпач», «Hasta La Fillsta».
С апреля 2013 года Куллинкович является колумнистом президентской газеты «Советская Белоруссия».
20 апреля 2015 года группа выпустила свой юбилейный, десятый номерной студийный альбом «На Марс!».
В 2016 году параллельно с электрическим составом Александр Куллинкович стал давать концерты с группой «ВелосипедистоВ», исполняя акустические версии старых песен «Дюбелей» периода 1990-х годов.
8 апреля 2017 года группа принимала участие в съёмках программы «Belsat Music Live» канала «БелСат». 8 ноября 2017 года вышел последний альбом группы «Першы».
Утром 4 августа 2018 года лидер группы Александр Куллинкович умер в возрасте 46 лет. Причиной смерти стала недолеченная пневмония.

### 2018—2020. Postmortem
Программа «Belsat Music Live», вышедшая в эфир 21 октября, была посвящённая памяти Александра Куллинковича. Музыканты группы «Нейро Дюбель» вместе с друзьями и коллегами Куллинковича исполнили некоторые песни группы. В записи программы приняли участие: Игорь Варашкевич («Крама»), Лесли Найф (Gods Tower), Александр Помидоров, Алесь Лютыч (:B:N:), Лявон Вольский и Зоя Сахончик (Зьмяя). Через несколько дней 25 октября в минском амфитеатре Prime Hall состоялся большой концерт памяти Александра Куллинковича под названием «Я принёс тебе ура!». Помимо вышеперечисленных участников телепрограммы, в концерте также приняли участие Олег Хоменко («Палац»), Алесь Мышкевич (The Superbullz), Юрий Стыльский («Дай дарогу!»), Алесь Таболич (Znich), Денис Тарасенко («Разбітае сэрца пацана»), Ангус (Tornado), проект «ВелосипедистоВ», Змитер Войтюшкевич и Владимир Пугач (J:Морс). Деньги, вырученные на продаже билетов, пошли на памятник Куллинковичу, а также планировалось издание сборника его публицистики и альбома с фотографиями группы «Нейро Дюбель».
18 июня 2019 года вокалист группы Юрий Наумов попал в больницу с тремя ножевыми ранениями.
8 сентября 2020 года Юрий Наумов был доставлен в реанимацию с подозрением на инсульт в тяжёлом состоянии, у него была парализована правая сторона тела. Врачи установили, что состояние было следствием черепно-мозговой травмы. Вечером 14 сентября 2020 года музыкант скончался. Оставшиеся музыканты в сентябре 2020 года ещё не решили, будет ли это окончательным распадом группы. В дальнейшем известно о двух концертах группы (30.01.2021 и 20.05.2022), где партии основного вокала исполнял бас-гитарист Евгений Бровко.

### 2021. Эпилог
17 февраля 2021 года издательство «Янушкевич» анонсировало в начале марта выход книги (авторы — Павел Волотович и Алексей Ковалёв) «Огромная тень дождевого червя. Почти правдивая история группы Neuro Dubel» (книга названа по строчке из песни «Полцарства» с альбома «Ж.С.У.Н.Б.» 1996 года), основанную — как заявлено в анонсе — на воспоминаниях и высказываниях участников коллектива, их друзей и соратников, родных и близких. 9 марта книга поступила в продажу тиражом в 500 экземпляров и была распродана за месяц. Чуть позже вышел второй тираж издания, который также был распродан.

## Дискография

### Магнитоальбомы
- 1991 — «Тотальная дефлорация[тарашк.]» («ГангрЭна Продакшн»)
- 1991 — «В жопе» («ГангрЭна Продакшн»)
- 1992 — «Ромашка» /from ass with love/ («ГангрЭна Продакшн»)
- 1994 — «Битва на мотоциклах» (2 части) («ГангрЭна Продакшн»)
- 1994 — «Министерство» («ГангрЭна Продакшн»)

### Студийные альбомы
- 1995 — «Умные вещи[бел.]» (2 части) («Magic ART»)
- 1996 — «Жестокое самоубийство универсальной нарезкой Бернера[бел.]» («ГангрЭна Продакшн»)
- 1998 — «Охотник и Сайгак[бел.]» («ПанРекордз»)
- 1999 — «Ворсинки и катышки[бел.]» [Lints & pellets] («Ковчег»)
- 2002 — «П.И.О.Т.К.У.К.У.К.» [«Правдивые истории о том как у Карлсона угнали комбинезон[бел.]»] («БМАgroup»)
- 2004 — «Tanki» («Master Records»)
- 2007 — «Stasi» («West Records»)
- 2010 — «Афтары правды» («West Records»)
- 2012 — «Дохуя советчиков» («ГангрЭна Продакшн»)
- 2015 — «На Марс!»
- 2017 — «Першы»

### Сборники
- 2000 — «Народное достояние»
- 2002, 2003 — «Пиар во время чумы» (авт. изд.)
- 2003 — «Комиксы» (сборник ремиксов, «West Records»)
- 2010 — «20 лет в тумане» (концертный DVD)
- 2013 — «Место подписи» (Трибьют группе «Нейро Дюбель»)

### Совместные проекты
- «United We Stand» (песня «Вай-вай», United Records, Канада, 1997)
- «Песьнярок[тарашк.]» (песня «Вологда», «ПанРекордз», 1997)
- «Digging It Up» (песня «Трамваи», «Grob Records», США, 1998)
- «Вольныя танцы: слухай сваё[тарашк.]» (1999)
- «20 супер-хитов, рождённых в Белоруссии» (песня «Переехала комбайном», Bulba Records, 2000)
- «Вольныя танцы: альтэрнатыва by[тарашк.]» (песня «Забі амэрыканца», 2001)
- «Personal Depeche[пол.]» (песня «I Feel You», MSH Records, 2002)
- «Генералы айчыннага року[тарашк.]» (песня «Belarus uber alles», «БМАgroup», 2004)
- «Прэм’ер Тузін 2005[тарашк.]» (песня «Жыццё», 2005)
- «Прэм’ер Тузін 2006[тарашк.]» (песня «Край», 2006)
- «Дыхаць![тарашк.]» (песня «Belarus uber alles», «Гукі і малюнкі», 2006)
- «Belarusian Red Book. Music of Belarus» (песня «Охотник и сайгак», Германия, 2006)
- «Песьні свабоды[бел.]» (песня «Belarus uber alles», VoliaMusic, 2006)
- «Песьні свабоды-2[бел.]» (песня «Край», VoliaMusic, 2006)
- «Песьні свабоды-3[тарашк.]» (песня «Свабода», VoliaMusic, 2007)
- «Басовішча XVII[тарашк.]» (песня «Das Pisch», 2007)
- «Прэм’ер Тузін 2009» (песня «Трываю», 2009)
- «Budzma The Best Rock / Budzma The Best Rock/New» (песни «Guzik», «Svaboda», 2009)
- «Прэм’ер Тузін 2010» (песня «Касманаўты», 2010)

### DVD
- «Neuro Dubel Live[тарашк.]» (2008)

## Видеография
- 1994 — «Партизаны летят» (реж. Егор Хрусталёв)
- 1996 — «Ничего на Свете больше нету» (реж. Тамара Лисицкая)
- 1997 — «Гагарин» (реж. Анатолий Вечер)
- 1998 — «Охотник и сайгак» (реж. Анатолий Вечер)
- 1998 — «Переехала комбайном» (реж. Анатолий Вечер)
- 1999 — «Время распрощаться» (реж. Анатолий Вечер)
- 1999 — «Самолёты» (реж. Анатолий Вечер)
- 1999 — «С праздником» (реж. Анатолий Вечер)
- 2000 — «Каникулы с Чиччолиной» (реж. Анатолий Вечер)
- 2001 — «Большая мечта» (реж. Анатолий Вечер)
- 2001 — «Вася пьёт» (реж. Юрий Бержицкий)
- 2002 — «П.И.О.Т.К.У.К.У.К.» (реж. Анатолий Вечер)
- 2002 — «Я памру тут» (реж. Анатолий Вечер)
- 2003 — «З Новым годам» (реж. Анатолий Вечер)
- 2005 — «Гузік» (реж. Анатолий Вечер)
- 2007 — «Край»
- 2007 — «Жыццё»
- 2008 — «Можно жить» (реж. Анатолий Вечер)
- 2010 — «Касманаўты» (реж. Анатолий Вечер)

## Участники
- Александр Кулинкович — вокал (1989—2018), бас-гитара (1989—1991); умер в 2018 году[29]
- Юрий «Паскуда» Наумов — бэк-вокал (1991—2020), гитара (1991—1999); умер в 2020 году[34]
- Владимир Сахончик — гитара, (с 2003 года)
- Виталий Абрамович — гитара (с 2004 года)
- Евгений Бровко — бас-гитара, бэк-вокал (с 2003 года)
- Андрей Степанюк — барабаны (с 1991 года)

#### Бывшие участники
- Максим «Паровоз» Паровой — гитара, бэк-вокал (1994—2003)
- Станислав Поплавский — бас-гитара (1993—2003)
- Илья Шевчик — гитара (1999—2001)
- Олег Громов — гитара (2001—2004)
- Максим Ивашин — клавишные (1993—1999, 2001—2004)
- Дмитрий Чиж — бас-гитара (1991—1993); умер в 2021 году[36]
- Светлана Сидорович — бэк-вокал (1993)
- Геннадий Агейчик — гитара (1989—1991)

#### Cессионные участники
- Константин Тромбицкий — дуда (2004—2005)
- Андрей Леончик — клавишные (1999—2001)